# Абатський район
Аба́тський район (рос. Абатский район) — муніципальний район в складі Тюменської області, Росія.
Адміністративний центр — село Абатське.

## Історія
Археологами на території району знайдено стародавні кургани II–III століттів.
Абатський район утворено 3 листопада 1923 року у складі Ішимського округу Уральської області на території колишніх Абатської, Тушнолобовської, частин Маслянської та Челноковської волостей Ішимського повіту Тюменської губернії. До складу райну увійшли 25 сільрад: Абатська, Балаїрська, Берендеєвська, Биструшинська, Бобильська, Боковська, Великоболдиревська, Вяткінська, Єрьоминська, Катковська, Кокуйська, Логіновська, Максимовська, Маслянська, Назаровська, Погорільська, Річкуновська, Сичовська, Спірінська, Тельцовська, Тушнолобовська, Фірсовська, Челноковська, Черемшанська, Шевирінська. 15 вересня 1926 року Великоболдиревська сільрада перейменована в Болдиревську. 1 січня 1932 року Абатський район був ліквідований, його територія та ліквідований Сладковський район увійшли до складу новоутвореного Маслянського району. 5 листопада 1934 року утворена Ленінська селищна рада.
25 січня 1935 року Абатський район був відновлений у складі 25 сільрад, які входили до його ліквідації, а також Вяткінська сільрада Вікуловського району та нещодавно створена Ленінська селищна рада. Через появу двох Вяткінський сільрад, передана зі складу Вікуловського району перейменована у Нововяткінську. 19 вересня 1939 року до складу району увійшли Бітіїнська, Комишинська та Коньовська сільради Крутинського району, ліквідовані Єрьоминська, Кокуйська та Челноковська сільради.
14 серпня 1944 року Абатський район увійшов до складу Тюменської області. 17 червня 1954 року ліквідовані Берендеєвська, Бобильська, Боковська, Катковська та Логіновська сільради, Маслянська та Сичовська сільради об'єднані в Старомаслянську, Максимовська та Фірсовська сільради об'єднані в Водолазовську. 16 травня 1957 року ліквідована Тельцовська сільрада. 3 квітня 1958 року утворена Майська сільрада, 11 грудня Вяткінська сільрада перейменована в Старовяткінську. 18 червня 1959 року Спірінська та Черемшанська сільради об'єднані в Ощепковську. 24 березня 1960 року ліквідована Старомаслянська сільрада. 18 липня 1961 року ліквідовані Балаїрська, Биструшинська, Бітіїнська, Болдиревська, Назаровська, Погорільська, Річкуновська та Старовяткінська сільради. 1 лютого 1963 року район був укрупнений до Абатського сільського району за рахунок території ліквідованого Вікуловського району. 21 травня 1964 року Комишинська сільрада перейменована в Партизанську, 26 вересня село Абатське отримало статус селища міського типу Абатський, Абатська сільрада розділена на Абатську селищну раду та Абатську сільраду.
12 січня 1965 року сільський район ліквідовано, Абатський район відновлено у попередніх межах. До Вікуловського району відійшли Балаганська, Березинська, Вікуловська, Єрмаковська, Калінінська, Каргалинська, Коточиговська, Нововяткінська, Озернинська, Піддубровинська, Покровська, Рябовська, Скрипкинська та Чуртанська сільради, 10 травня утворені Биструшинська та Болдиревська сільради. 30 червня 1966 року утворені Банниковська та Назаровська сільради. 1 квітня 1977 року ліквідована Водолазовська сільрада. 23 вересня 1991 року смт Абатський перетворено в село Абатське, Абатську селищну раду перетворено в сільраду, колишню Абатську сільраду — в Кареглазовську.

## Населення
Населення району становить 16535 осіб (2020; 17071 у 2018, 19837 у 2010, 23566 у 2002).

## Адміністративно-територіальний поділ
На території району 11 сільських поселень:
| Поселення                         | Площа, км² | Населення, осіб (2002) | Населення, осіб (2010) | Населення, осіб (2018) | Населення, осіб (2020) | Центр       | Населені пункти |
| --------------------------------- | ---------- | ---------------------- | ---------------------- | ---------------------- | ---------------------- | ----------- | --------------- |
| Абатське сільське поселення       | 421,26     | 9236                   | 8793                   | 8149                   | 8066                   | Абатське    | 8               |
| Банниковське сільське поселення   | 219,18     | 1177                   | 1008                   | 755                    | 731                    | Банниково   | 5               |
| Болдиревське сільське поселення   | 393,15     | 1058                   | 832                    | 584                    | 554                    | Болдирево   | 4               |
| Коньовське сільське поселення     | 327,99     | 1502                   | 1217                   | 998                    | 970                    | Коньово     | 6               |
| Ленінське сільське поселення      | 453,97     | 1592                   | 1118                   | 902                    | 860                    | Ленінка     | 7               |
| Майське сільське поселення        | 318,31     | 1867                   | 1369                   | 1100                   | 1007                   | Майський    | 7               |
| Назаровське сільське поселення    | 336,65     | 615                    | 423                    | 228                    | 200                    | Назарово    | 3               |
| Ощепковське сільське поселення    | 605,91     | 2618                   | 2122                   | 1911                   | 1819                   | Ощепково    | 7               |
| Партизанське сільське поселення   | 379,56     | 884                    | 573                    | 427                    | 384                    | Партизан    | 3               |
| Тушнолобовське сільське поселення | 321,97     | 1562                   | 1294                   | 1106                   | 1074                   | Тушнолобово | 9               |
| Шевирінське сільське поселення    | 302,49     | 1455                   | 1088                   | 911                    | 870                    | Шевиріно    | 6               |

## Найбільші населені пункти
Населені пункти з чисельністю населення понад 1000 осіб:
| № | Населений пункт | Населення, осіб (2002) | Населення, осіб (2010) |
| - | --------------- | ---------------------- | ---------------------- |
| 1 | Абатське        | 8248                   | 7959                   |

## Господарство
Район сільськогосподарський. Тут вирощують пшеницю, жито, ячмінь, овес, гречку. Розводять велику рогату худобу, свиней, розвинене вівчарство.
В районі знаходяться термальні лікувальні джерела.